# Ryan Zimmerman
Ryan Wallace Zimmerman (né le 28 septembre 1984 à Washington, Caroline du Nord, États-Unis) est un joueur des Ligues majeures de baseball qui a évolué pour les Nationals de Washington entre 2005 et 2021.
D'abord joueur de troisième but, Zimmerman évolue au premier but depuis la saison 2015 pour les Nationals. Invité une fois au match des étoiles, Zimmerman a remporté deux fois le Bâton d'argent et une fois le Gant doré au poste de joueur de troisième but.

## Carrière

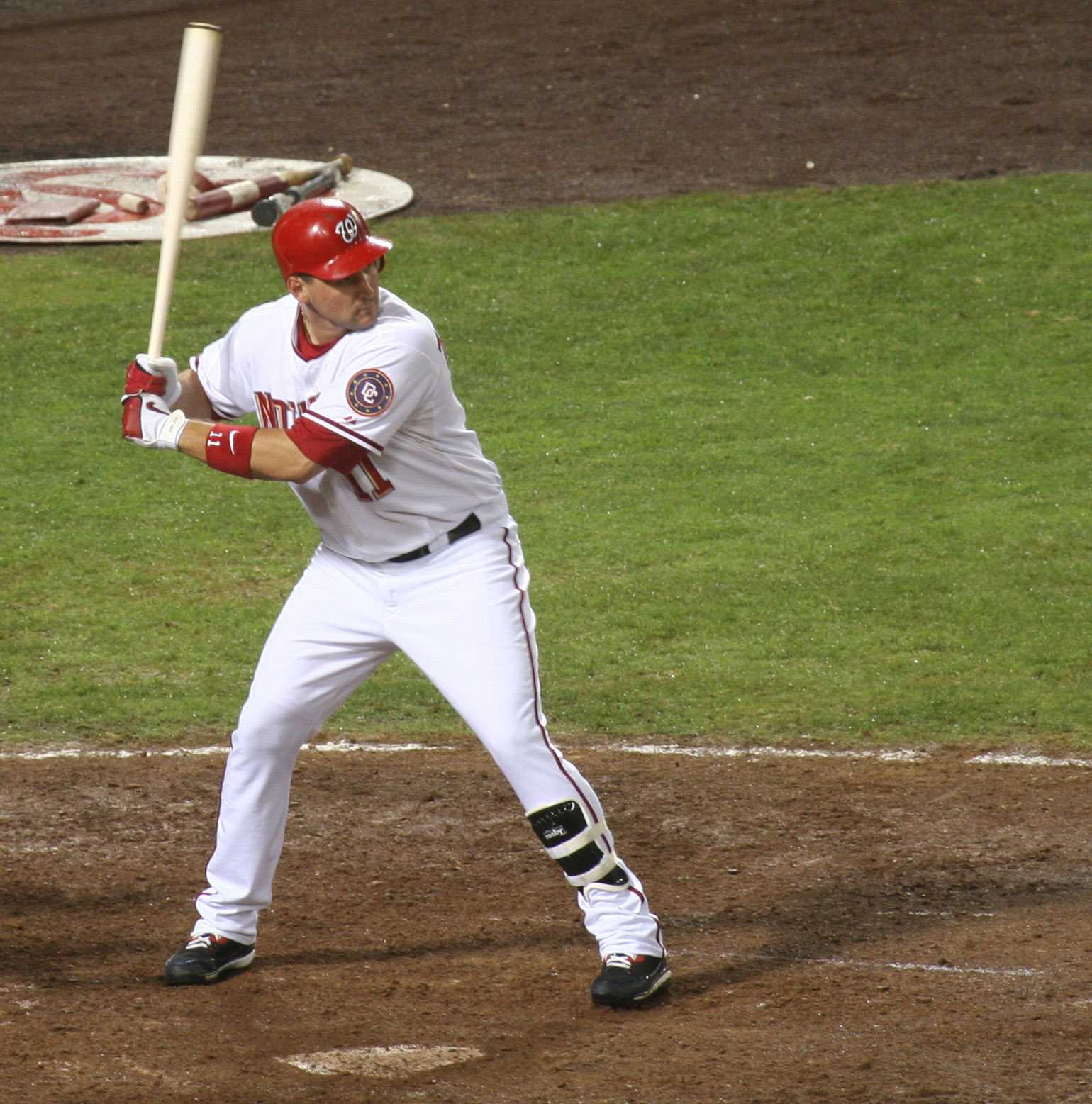
Ryan Zimmerman en 2007.

Choisi en première ronde (4e choix au total) par les Nationals de Washington au repêchage amateur en 2005, Ryan Zimmerman fait ses débuts dans le baseball majeur après le déménagement de la franchise vers les États-Unis. Il dispute donc son premier match avec les Nationals de Washington le 1er septembre 2005.
Il connaît une impressionnante saison recrue en 2006 avec 20 coups de circuit, 110 points produits et une moyenne au bâton de ,287, mais est devancé par Hanley Ramírez des Marlins de la Floride comme recrue de l'année dans la Ligue nationale. Ramirez devança Zimmerman par seulement 4 points, faisant de cette course la plus serrée de l'histoire pour la recrue de l'année dans la Nationale.
Avec 20 circuits à sa première année, il égale le record de la franchise des Expos de Montréal/Nationals de Washington. Brad Wilkerson avait aussi cogné 20 longues balles pour les Expos en 2002[réf. nécessaire].
En 2007, Zimmerman participe à tous les matchs de son équipe, frappe un sommet personnel de 24 circuits et produit 91 points.
Le 30 mars 2008, dans un gain de 3-2 des Nats sur les Braves d'Atlanta, il frappe le premier circuit dans l'histoire du nouveau Nationals Park de Washington. Il passe près du tiers de la saison sur la liste des joueurs blessés, mais domine quand même les joueurs de son équipe avec 51 coups sûrs.
Avant la saison 2009, Zimmerman a signé le plus lucratif contrat de l'histoire de la franchise, paraphant une entente de 45 millions de dollars pour 5 ans le liant à l'équipe jusqu'en 2013.
En 2009, il reçoit un premier Gant doré comme meilleur joueur de troisième but défensif de la Ligue nationale et un premier Bâton d'argent pour ses performances offensives.
Le 12 mai 2009, Ryan Zimmerman devient le 53e joueur de l'histoire des ligues majeures à connaître une série de matchs avec au moins un coup sûr longue de 30 parties.
Affichant une moyenne au bâton supérieure à ,300 pour la première fois en 2010, Zimmerman termine l'année avec une moyenne de ,307, 25 coups de circuit et 85 points produits. Il remporte pour la deuxième année de suite le Bâton d'argent du meilleur troisième but offensif de la Ligue nationale.
Les blessures le tiennent à l'écart du jeu pour une bonne partie de la saison 2011. Il frappe pour ,289 en 101 parties avec 12 circuits et 49 points produits.
Il aide les Nationals à remporter leur premier titre de la division Est en 2012, contribuant 163 coups sûrs, 25 circuits, 95 points produits et une moyenne au bâton de ,282 en 145 matchs joués. L'aventure des Nats en éliminatoires ne dure que 5 matchs mais Zimmerman y est brillant avec 8 coups sûrs en 21 pour une moyenne au bâton de ,381 avec un double, deux circuits, 4 points produits et une moyenne de puissance de ,714. 
En 147 matchs joués en 2013, Zimmerman maintient une moyenne au bâton de ,275 avec 26 circuits et 79 points produits.
Toujours sujet aux blessures, Zimmerman manque beaucoup de matchs en 2014 : un pouce droit cassé en avril le contraint à l'inactivité pendant 44 matchs des Nationals, puis moins de deux mois après son retour au jeu, il est de nouveau placé sur la liste des blessés à la fin juillet pour un problème aux ischio-jambiers.
En avril 2017, Zimmerman frappe pour ,420 de moyenne au bâton et mène les majeures avec 37 coups sûrs, dont 19 de plus d'un but, et une moyenne de puissance de ,886. Ce début de saison sur les chapeaux de roue lui vaut d'être nommé joueur du mois dans la Ligue nationale.